# Chung Eui-sun
Chung Eui-sun (Tiếng Hàn: 정의선, Hanja: 鄭義宣, sinh ngày 18 tháng 10 năm 1970) là một doanh nhân người Hàn Quốc. Ông là chủ tịch thứ ba của Hyundai Motor Group. Ông là cháu trai cả của người sáng lập Hyundai Motor Group Chung Ju-young và là con trai cả của chủ tịch danh dự Hyundai Motor Group Chung Mong-koo.

## Giáo dục
- Trường tiểu học Gyeongbok (Tốt nghiệp)
- Trường trung học cơ sở Apgujeong (Tốt nghiệp)
- Trường trung học Whimoon (Tốt nghiệp)
- Đại học Hàn Quốc (Quản trị kinh doanh / Cử nhân)
- Đại học San Francisco (Quản trị kinh doanh / MBA)[3]

## Sự nghiệp
- 1994 ~ 1997: Giám đốc kinh doanh bộ phận kinh doanh nội địa Hyundai Motor Company và giám đốc điều hành phụ trách lập kế hoạch tại trụ sở kế hoạch.
- 1997 ~ 1998: Phó Chủ tịch kiêm Giám đốc Điều hành Khối Kinh doanh Nội địa Hyundai Motor Company
- 1998 ~ 2000: Phó Trưởng phòng Kế hoạch Tổng hợp Hyundai-Kia Motors và Phó Giám đốc Kế hoạch Kia Motors
- 2001 ~ 2004: Chủ tịch đối ngoại, Kia Motors
- 2004 ~ 2018: Phó Chủ tịch Kế hoạch và Kinh doanh Hyundai Motor Company
- 2005 ~ Hiện tại: Chủ tịch Hiệp hội Bắn cung Hàn Quốc
- 2005 ~ Hiện tại: Chủ tịch Liên đoàn Bắn cung Châu Á
- 2009 ~ Hiện tại: Chủ sở hữu Jeonbuk Hyundai Motors
- 2009 ~ Hiện tại: Chủ sở hữu KIA Tigers
- Tháng 09/2018 ~ 10/2020: Phó Chủ tịch Cấp cao Hyundai Motor Group
- Tháng 1 năm 2019 ~ Tháng 7 năm 2020: Đồng Chủ tịch Ủy ban Hydro Quốc tế
- Tháng 3/2019 ~ Hiện tại: CEO Hyundai Mobis
- Tháng 3/2019 ~ Hiện tại: CEO Hyundai Motor Company
- Tháng 3/2020 ~ Hiện tại: Chủ tịch Hội đồng quản trị Hyundai Motor Company
- Tháng 10/2020 ~ Hiện tại: Chủ tịch Hyundai Motor Group
- Tháng 5 năm 2023 ~ 2027: Giám đốc Học viện Trung ương Hàn Quốc, một tập đoàn trường học

## Giải thưởng và danh hiệu
- 2003: Tuyên dương của Tổng thống tại Giải thưởng Thiết kế Hàn Quốc năm 2003
- 2004: Huân chương Dịch vụ Công nghiệp Tháp Bạc vào ngày ô tô lần thứ 6
- 2006: Nhà lãnh đạo thế hệ tiếp theo được Diễn đàn Kinh tế Thế giới (WEF) lựa chọn
- 2009: Huân chương Dịch vụ Công nghiệp Tháp Bạc vào ngày ô tô lần thứ 6
- 2012 Người làm thay đổi nền kinh tế Hàn Quốc, lĩnh vực quản lý toàn cầu
- 2021: Cúp Issigonis của Giải thưởng Autocar

## Cuộc sống cá nhân
Chung đã kết hôn và có hai con và sống ở Seoul, Hàn Quốc.